# Sala Sporturilor „Constantin Jude”
Sala Sporturilor „Constantin Jude”, cunoscută în trecut drept Sala Olimpia, este o sală multifuncțională din municipiul Timișoara, situată pe aleea FC Ripensia nr.7. Este folosită ca bază locală pentru echipele masculine și feminine de baschet, volei,handbal și noua echipă de futsal din oraș. Inițial, capacitatea sălii a fost de 2200 de locuri pe bănci. După reabilitarea din 2011 s-au montat scaune individuale, capacitatea actuală a sălii fiind de 1400 de locuri.
Sala a fost denumită în cinstea lui Constantin Jude, un fost jucător și antrenor al echipei HCM Politehnica Timișoara, care a jucat aici timp de șapte ani, după care a devenit antrenorul echipei, sub conducerea lui câștigându-se singura Cupă a României.